# Cultura sechín

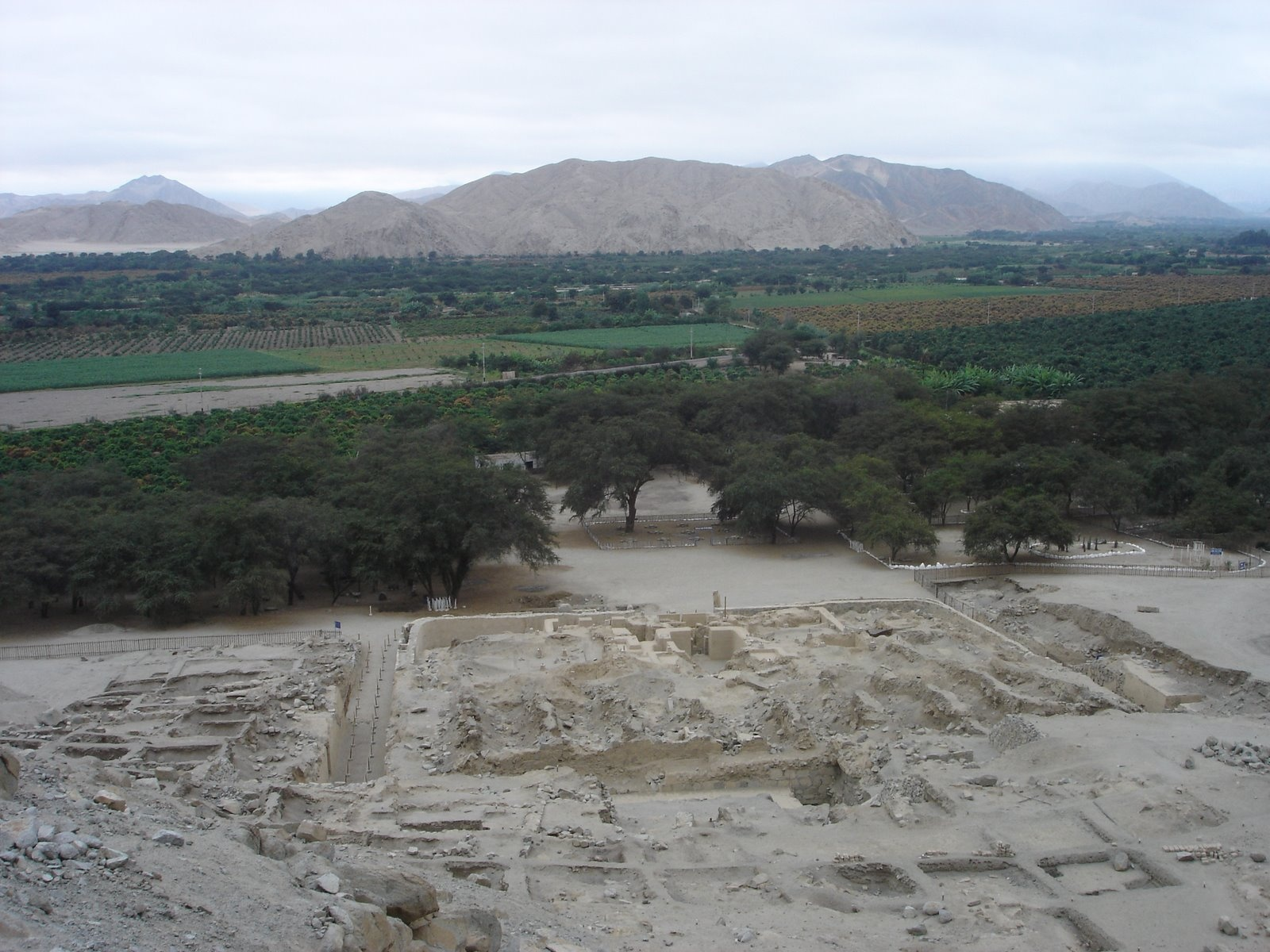
Yacimiento arqueológico de Sechín Bajo con vistas al valle del río Sechín. La parte más antigua de la ruina, que data del 3600 a. C., está a la izquierda de la foto.

La cultura sechín (alternativamente Complejo Sechín) (c. 3600 a. C.– 200 a. C.) se refiere a la gran concentración de ruinas prehistóricas en los valles del río Casma y su afluente el río Sechín ya lo largo de la cercana costa del Océano Pacífico. Las ruinas incluyen importantes sitios arqueológicos como Sechín Bajo, Sechín Alto, Cerro Sechín, Mojeque (Pampa de las Llamas-Moxeke), Chankillo y Taukachi-Konkan, así como otros sitios más pequeños. La mayoría de estos sitios del interior se encuentran en los valles fluviales a unos 20 kilómetros (12,4 millas) de distancia del océano. Los sitios costeros de Huaynuná y Las Haldas se encuentran a unos 20 kilómetros (12,4 millas) al norte y al sur de la desembocadura del río Casma en la costa.
Un friso ubicado en Sechín Bajo fechado en 3600 a. C. es el ejemplo más antiguo de arquitectura monumental descubierto hasta ahora en América. Esta fecha, si se confirma con descubrimientos adicionales, podría implicar que la cultura Casma / Sechín puede haberse originado igual de temprano o incluso antes que Caral, actualmente considerada la civilización más antigua de América.

## Entorno
La costa del Pacífico peruano es uno de los desiertos más secos del mundo con una precipitación anual promedio de menos de 10 milímetros. Excepto en los valles de los ríos, el desierto está casi desprovisto de vegetación. A lo largo de los 2400 kilómetros de la costa peruana, 57 pequeños ríos desembocan en el mar, regados por la mayor precipitación recibida en la Cordillera de los Andes hacia el interior a altitudes superiores a 2500 metros. Cada valle fluvial forma un oasis lineal en el que es posible la agricultura de regadío. Los valles del río Casma y su afluente, el río Sechín, son uno de los oasis lineales. El área de la cultura Casma / Sechín se extendía unos 40 kilómetros tierra adentro desde el mar. El ancho de los valles irrigables varía de 1 a 7 kilómetros.

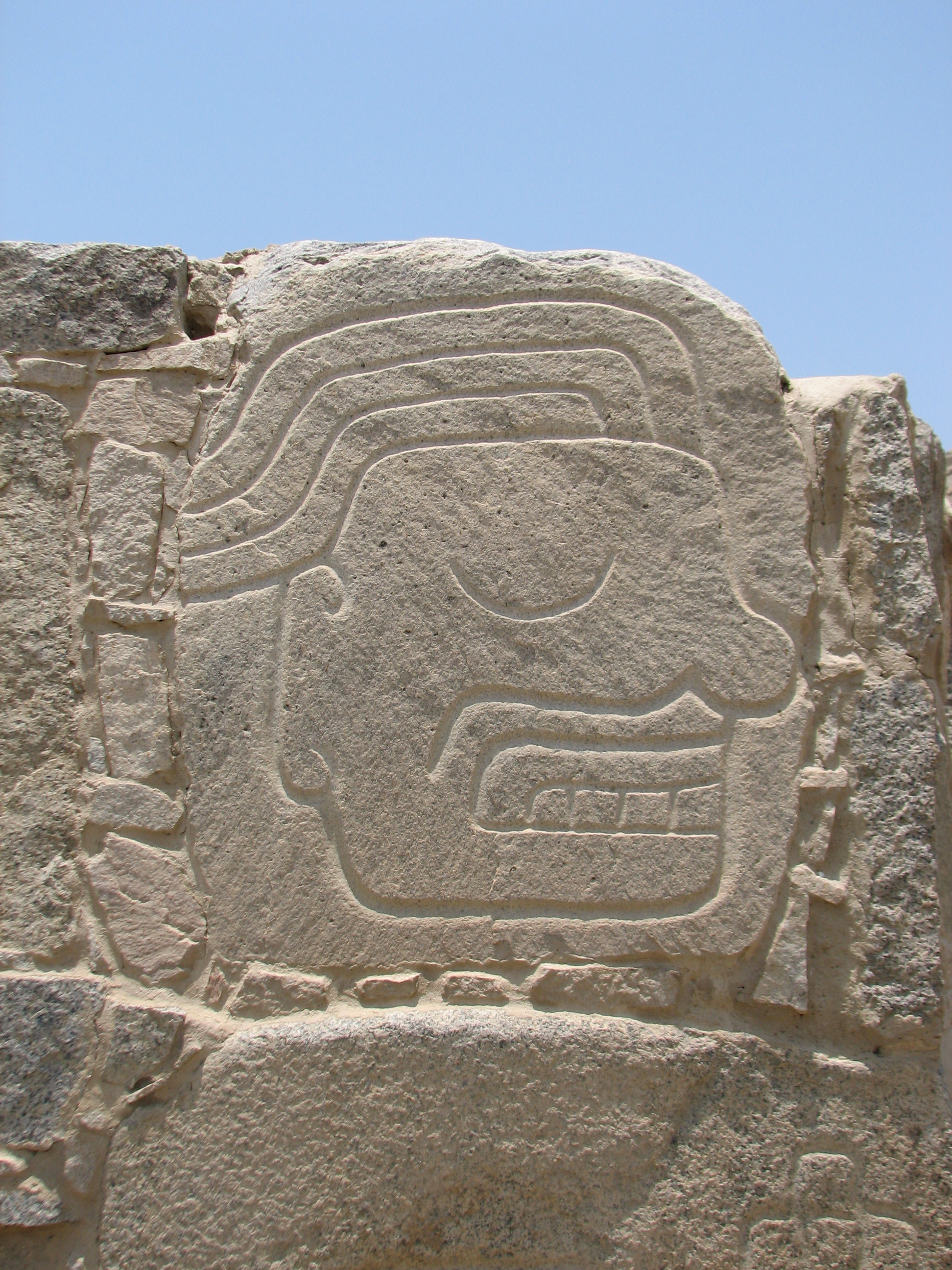
Una talla en relieve de la cultura Casma / Sechín, c. 1500 a. C.

Ubicado a unos 4 kilómetros (2,5 millas) en el valle del río Sechín, aguas arriba de su unión con la Casma, hay un complejo de ruinas arqueológicas que comprende sitios como Sechín Bajo, Sechín Alto, Cerro Sechín y Taukachi-Konkan , todos excepto Sechín Alto en el desierto al borde del valle del río irrigado. Chankillo y Mojeque se encuentran en el valle del río Casma. Otros sitios más pequeños se encuentran dispersos arriba y abajo de los dos valles fluviales. El valle de Casma estaba poblado mucho antes de que comenzara la construcción monumental en esos sitios. La fecha de radiocarbono más antigua que indica la presencia humana es el 7600 a. C. encontrada en Cerro Sechín.
Los valles de los ríos Casma y Sechín han sostenido, en tiempos más recientes, una población de 14.000 personas y quizás la población durante el apogeo de la cultura Casma / Sechín era similar. Sin embargo, otra estimación es que el número de personas asociadas con la cultura fue de 23.000. La cantidad de tierra de regadío en los estrechos valles no es grande, aunque alguna población vivía fuera del área agrícola en los sitios costeros.
Las aguas del Océano Pacífico frente a Perú son extremadamente ricas y algunos de los primeros asentamientos estaban en la costa del desierto y dependían de la pesca en lugar de la agricultura o la caza y la recolección para subsistir. Los primeros asentamientos también se desarrollaron en la era precerámica y no utilizaron cerámica.
La cultura Casma / Sechín estaba ubicada a unos 130 kilómetros (80,8 millas) al norte de los puestos avanzados del norte de Caral, que los arqueólogos creen que es la más antigua de América. Dadas las distancias cortas, el contacto y la transmisión de rasgos culturales entre las dos áreas era probable.

## Descripción
La costa de Perú es una de las seis áreas del mundo en las que la civilización se desarrolló de forma independiente sin influencias externas.  Hacia el 3000 a. C., en algunos lugares de la costa de Perú, incluidos los valles de Casma / Sechín, había una población considerable que emprendía grandes proyectos como la construcción de pirámides y otras estructuras ceremoniales y monumentales. La primera civilización peruana se diferenciaba de las otras cinco civilizaciones prístinas en que carecía de cerámica (alfarería) en sus etapas iniciales. La importancia de la agricultura para la civilización peruana primitiva se debate con algunos arqueólogos que proponen una "hipótesis marítima" en la que los ricos recursos marítimos del cercano Océano Pacífico permitieron que las sociedades costeras sedentarias florecieran antes de que se utilizara la agricultura de regadío.
Algunos artefactos de la cultura Casma / Sechín pueden ser anteriores a la civilización del Norte Chico. La datación por radiocarbono indica que una plaza en Sechín Bajo se construyó en el 3500 a. C. Un friso cercano de 2 metros de altura fue fechado en 3600 a. C. La plaza y el friso son los dos ejemplos más antiguos de arquitectura monumental descubiertos hasta ahora en las Américas.
Período lítico (12000 - 3000 a. C.) La datación por radiocarbono más antigua de la ocupación humana en el valle de Casma / Sechín se encuentra cerca de las ruinas del Cerro Sechín y data del 7600 a. C. Sechín Bajo tiene los primeros restos descubiertos de arquitectura monumental con ruinas del "Primer edificio" que datan del 3700 a. C. al 2900 a. C., tiempo durante el cual se llevaron a cabo múltiples reconstrucciones del edificio. La ubicación de Sechín Bajo tierra adentro desde el mar y los recursos marinos sugiere que la agricultura se había convertido en un contribuyente significativo al sustento de los constructores y ocupantes cercanos. El requerimiento de mano de obra para la construcción también implica una numerosa población sedentaria o semisedentaria cercana con un mecanismo de control para reunir y supervisar a los trabajadores. La cerámica no se utilizó durante este período.
Período Precerámico (3000 - 1800 a. C.) (2500 - 1800 a. C. se denomina Período Precerámico del Algodón o Período Precerámico VI). El Período Precerámico se caracteriza por el crecimiento de los asentamientos costeros de Huaynuná, con un asentamiento que data del 2900 a. C., y Las Haldas, donde un asentamiento se remonta al 2200 a. C. Tanto Huaynuná como Las Haldas se encuentran a más de 12 kilómetros de distancia de las tierras de regadío del valle del río Casma, por lo que la pesca era su principal medio de subsistencia.
Los sitios del interior también crecieron durante este período, ya que los asentamientos costeros proporcionaron peces y otros recursos marinos a los asentamientos del interior y los asentamientos del interior proporcionaron productos agrícolas a los asentamientos costeros. Particularmente importante en este comercio fue el algodón que fue utilizado por los asentamientos costeros para redes de pesca y líneas y calabazas utilizadas para flotadores y contenedores. La agricultura de llanuras de inundación parece haber sido el medio más común de cultivo, aunque probablemente también se utilizó el riego por canales a pequeña escala en los valles de Casma y Sechín durante este tiempo.
Período inicial (1800 - 900 a. C.) (también llamado período formativo). Durante el Período Inicial, la cultura Casma / Sechín alcanzó su mayor prominencia. Los desarrollos tecnológicos incluyeron textiles tejidos y cerámica, la adopción o expansión del riego por canales para la agricultura en los valles de los ríos y la construcción de muchas grandes pirámides y plazas monumentales.  Muchos de los sitios prominentes del Período Inicial, como Sechín Bajo y Cerro Sechín, se remontan al Período Precerámico, pero fueron reconstruidos y expandidos durante este período de tiempo.
La concentración de construcciones monumentales en el Valle de Sechín durante este período es notable. A una distancia de unos 5 kilómetros en el valle de Sechín hay cuatro grandes ruinas: Sechín Bajo, Taukachi-Konkan, Cerro Sechín y Sechín Alto. Dominaba Sechín Alto, la más grande de las pirámides de cima plana características de la costa peruana, un montículo de 300 por 250 metros de largo y ancho y 35 metros de altura. . Esta fue la construcción más grande en las Américas cuando se construyó aproximadamente entre el 1600 y el 1400 a. C. El tamaño, la concentración y la uniformidad de los monumentos en el valle de Sechín ha llevado a los arqueólogos a sugerir que Sechín Alto era el centro administrativo de una entidad política que unía los valles y posiblemente los sitios costeros bajo un solo gobierno. También se sugiere el dominio de Sechín Alto debido a su ubicación. Todos los demás sitios importantes están ubicados en el desierto al borde del área irrigable; Sechín Alto, en un alarde de conspicuo consumo, ocupa escasez de regadío.

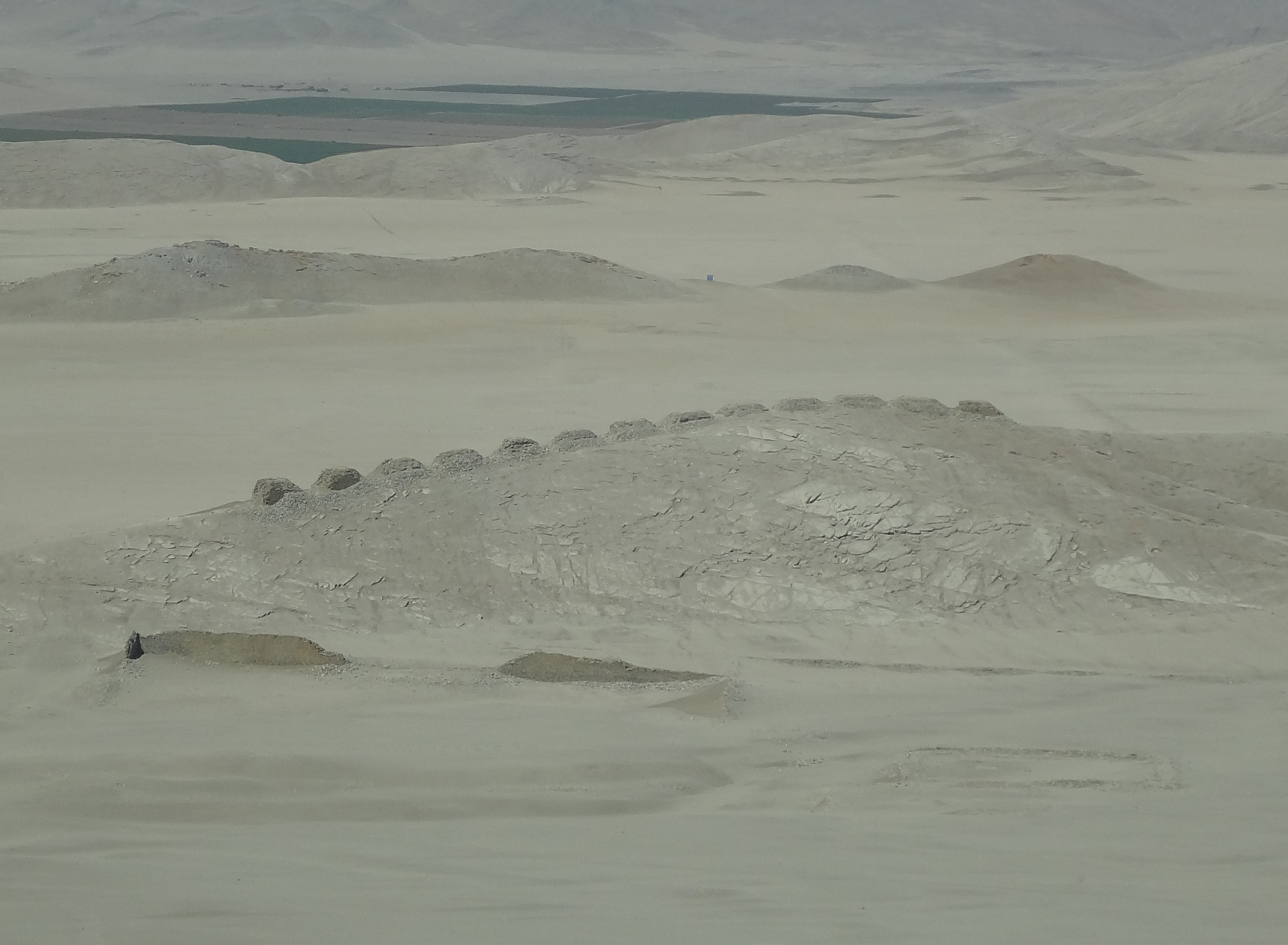
Las Trece Torres de Chankillo, ubicadas en el desierto con una moderna zona de regadío a lo lejos.

Los habitantes de los valles de Casma y Sechín cultivaron muchas plantas industriales y alimentarias, pero no hay evidencia de maíz, el cultivo más importante de América, durante el Período Inicial y antes.
Horizonte temprano (900-200 a. C.) (también llamado período formativo). La cultura de los valles de los ríos Casma y Sechín estuvo bajo la influencia, y posiblemente el control político, de la cultura Chavín de las tierras altas durante el Horizonte Temprano. Cerca del final del Período Inicial, el carácter de la arquitectura, los artefactos y la comida cambió en el área de Casma / Sechín, lo que implica una "invasión hostil". El maíz y los animales domésticos, llamas, alpacas y cuyes se introdujeron durante el período del Horizonte Temprano y la dependencia de los recursos marinos para las proteínas disminuyó, lo que sugiere que los invasores (si los hubo) vinieron de las tierras altas de Perú y no de otras zonas costeras. culturas. Los temas militares fueron mucho más prominentes en el nuevo estilo de arquitectura. Los grandes montículos que caracterizan la cultura del Período Inicial ya no se construyeron.
Chankillo es una de las ruinas de Horizonte temprano de mayor interés. Chankillo, que data del 350 a. C., incorporó una fortaleza, un observatorio solar y áreas ceremoniales. El observatorio, llamado las Trece Torres de Chankillo, permitió a un observador determinar una fecha precisa del año al observar la posición del sol al amanecer y al atardecer en las torres. Chankillo y otras estructuras de la cultura Casma / Sechín fueron parcialmente destruidas y su uso abandonado en un aparente conflicto alrededor del año 100 a. C.